# Krishnan Sasikiran

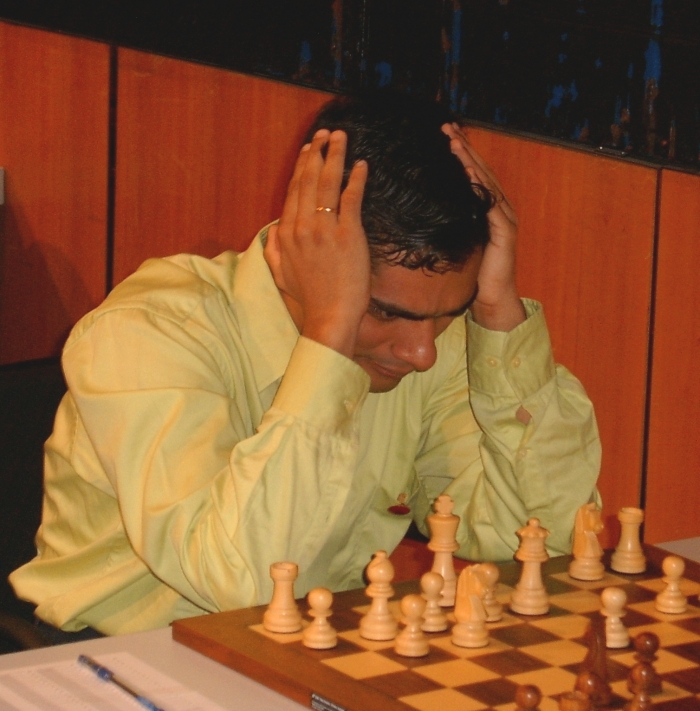
Krishnan Sasikiran

Krishnan Sasikiran (Chennai, 7 januari 1981) is een Indiase schaker. Hij is een grootmeester (GM) en op Viswanathan Anand na de beste schaker van India.
Hij was een secondant van Viswanathan Anand bij het Wereldkampioenschap schaken van 2013.

## Schaakcarrière
In 1998 werd hij derde in een toernooi in Spanje, waar Roberto Cifuentes Parada als eerste eindigde en in datzelfde jaar won hij het Chess open van Andorra. In 2000 eindigde hij als eerste te Hastings, samen met Stuart Conquest.
Sasikiran won het kampioenschap van India voor de eerste keer in 1999 en vervolgens opnieuw in 2002, 2003 en 2013. In 1999 won hij ook het Aziatisch kampioenschap voor junioren in Vũng Tàu, Vietnam.
Sasikiran behaalde zijn laatste norm voor de grootmeestertitel in 2000 bij het Commonwealth kampioenschap. In 2001 won hij het prestigieuze Hastings-toernooi. In 2002 ontving hij van de Indiase regering de Arjuna Award.
In 2003 won hij in Doha (Qatar) het 4e Aziatisch kampioenschap schaken. Ook won hij in dat jaar de Politiken Cup in Kopenhagen. In 2004 werd in Biel het Grootmeestertoernooi gespeeld, waarbij Aleksandr Morozevitsj op de eerste plaats eindigde; Sasikiran werd tweede en de Rus Roeslan Ponomarjov werd derde. In het Hogeschool Zeeland Schaaktoernooi te Vlissingen dat in augustus 2004 gehouden werd, eindigde hij op de eerste plaats met 7,5 uit 9; Sergej Tiviakov en Daniël Stellwagen werden tweede en derde, ook met 7,5 uit 9, maar Krishnan Sasikiran won op weerstandspunten. In oktober 2004 nam hij met het Indiase team deel aan de 36e Schaakolympiade; het team eindigde als zesde.
Sasikiran werd in april 2005 gedeeld eerste, 6,5 pt. uit 9, met Jan Timman bij het Sigeman & Co toernooi, dat werd gehouden in Malmö en Kopenhagen. In juni 2005 werd in Paks (Hongarije) het derde Marx György-grootmeestertoernooi gewonnen door Zoltán Almási; Sasikiran werd 3e met 5,5 punt, terwijl Viktor Kortsjnoj 2e werd met 6 punten. In augustus 2005 werd Sasikiran 7e met 7 pt. uit 9 bij het Hogeschool Zeeland Schaaktoernooi te Vlissingen; het toernooi werd met 7,5 punt gewonnen door Friso Nijboer.
In 2006 werd hij gedeeld eerste bij het Aeroflot Open in Moskou met Baadoer Dzjobava, Victor Bologan en Shakhriyar Mamedyarov; hij werd derde na tiebreak. Later in 2006 won Sasikiran een gouden medaille bij het onderdeel voor schaakteams van de Aziatische Spelen. Ook werd hij in 2006 met 7 pt. uit 10 gedeeld tweede op het 22e open toernooi in Cappelle-la-Grande dat met 7.5 pt. werd gewonnen door Alexander Moiseenko. 
In januari 2007 was Sasikiran met een Elo-rating van 2700 de nummer 21 van de wereld; hij was de tweede Indiase speler die deze rating bereikte. Hij won in 2007 de gouden medaille bij het snelschaken en het rapidschaak tijdens de Aziatische Indoorspelen 2007; ook won hij daar de gouden medaille met het team van India op het onderdeel rapidschaak.
In december 2008 won hij het internationale schaaktoernooi van de stad Pamplona. In 2009 werd hij in Antwerpen gedeeld 2e-3e Étienne Bacrot. Sasikiran won in 2010 het Hogeschool Zeeland Schaaktoernooi in Vlissingen, voor de tweede keer.
In mei 2011 won Sasikiran het Aziatische blitzkampioenschap in Mashhad (Iran) middels tiebreak tegen Wesley So en Bu Xiangzhi, nadat alle drie de spelers 7 pt. uit 9 hadden behaald. In oktober 2011 won hij de open sectie van het 15e Corsican Circuit. Hij bereikte de halve finale van het Corsica Masters knockout rapidtoernooi, waarin hij verloor van de latere winnaar Anand.
Bij de Schaakolympiade van 2014 in Tromsø (Noorwegen) behaalde hij met het Indiase team de bronzen medaille. Met zijn score 7,5 pt. uit 10 aan bord 3 behaalde hij een individuele zilveren medaille.

## Correspondentieschaak
Krishnan Sasikiran speelt ook succesvol correspondentieschaak. In 2015 werd hij Internationaal Meester (IM) en in 2016 Senior Internationaal Meester (SIM). De normen voor beide titels behaalde hij bij het Marian Vinchev Memorial en het Palciauskas Invitational.
| 8 |                           |    |    |   |    | rd |    |    |
| 7 |                           | pd |    |   |    | kd | nd |    |
| 6 |                           | nd |    |   |    |    | rl | pd |
| 5 |                           |    |    |   |    |    |    |    |
| 4 | pd                        |    |    |   |    |    | nl |    |
| 3 | pl                        |    | pl |   |    |    | pl |    |
| 2 |                           | rd | bl |   |    | pl |    | pl |
| 1 |                           |    |    |   | rl |    | kl |    |
|   | a                         | b  | c  | d | e  | f  | g  | h  |
|   | Sasikiran – Paragua (1-0) |    |    |   |    |    |    |    |

## Partij
In 2001 speelde Sasikiran de volgende partij tegen Mark Paragua om het kampioenschap van Azië te Calcutta; Koningsindische opening, Eco-code A 48:
1.d4 Pf6 2.Pf3 g6 3.Lg5 Lg7 4.Pbd2 0-0 5.e4 d5 6.ed Pd5 7.c3 Pd7 8.Lc4 P7b6 9.Lb3 h6 10.Le3 c5 11.0-0 cd 12.Ld4 Ld4 13.Pd4 e5 14.P4f3 Pf4 15.Pe4 Dd3 16.Te1 a5 17.Pe5 Dd1 18.Tad1 a4 19.Lc2 Le6 20.g3 Ph5 21.a3 Ta5 22.Pg6 fg 23.Td6 Tb5 24.Te6 Tb2 25.Tg6 Pg7 26.Pf6+ Kf7 27.Pg4 (1-0)